# Taciturna knysna
Taciturna knysna är en insektsart som beskrevs av Otte, D. 1987. Taciturna knysna ingår i släktet Taciturna och familjen syrsor. Inga underarter finns listade i Catalogue of Life.